# ألبرت دنلوب
ألبرت دنلوب (بالإنجليزية: Albert Dunlop)‏ (21 أبريل 1932 بليفربول في المملكة المتحدة - 6 مارس 1990 بليفربول في المملكة المتحدة) هو لاعب كريكت ولاعب كرة قدم بريطاني في مركز حراسة المرمى. لعب مع نادي إيفرتون ونادي ريكسهام ونادي ريل.

## وصلات خارجية
- ألبرت دنلوب على موقع قاعدة بيانات كرة القدم.إي يو (الإنجليزية)